# Maddie Mastro
Maddie Mastro (Wrightwood, 22 febbraio 2000) è una snowboarder statunitense, specializzata nell'halfpipe.

## Biografia
Originaria di Wrightwood e attiva in gare FIS di halfpipe dal febbraio 2014, Maddie Mastro ha debuttato in Coppa del Mondo il 24 gennaio 2016 a Mammoth Mountain, ottenendo subito il primo podio chiudendo la gara vinta dalla connazionale Kelly Clark in 3ª posizione. Ai Campionati mondiali di snowboard di Park City 2019 ha vinto la medaglia di bronzo nell'halfpipe vinto dalla compagna di squadra Chloe Kim, mentre ad Aspen 2021 ha vinto la medaglia d'argento, alle spalle della stessa Kim.

## Palmarès

### Mondiali
- 2 medaglie:
  - 1 argento (halfpipe ad Aspen 2021)
  - 1 bronzo (halfpipe a Park City 2019)

### Winter X Games
- 3 medaglie:
  - 2 argenti (superpipe ad Aspen 2023; superpipe ad Aspen 2025)
  - 1 bronzo (superpipe ad Aspen 2018)

### Coppa del Mondo
- Vincitrice della Coppa del Mondo di halfpipe nel 2025
- 18 podi:
  - 1 vittoria
  - 7 secondi posti
  - 10 terzi posti

#### Coppa del Mondo - vittorie
| Data            | Luogo         | Paese | Disciplina |
| --------------- | ------------- | ----- | ---------- |
| 8 dicembre 2024 | Secret Garden | Cina  | HP         |

Legenda:

HP = Halfpipe